# Oswald Rose Campbell

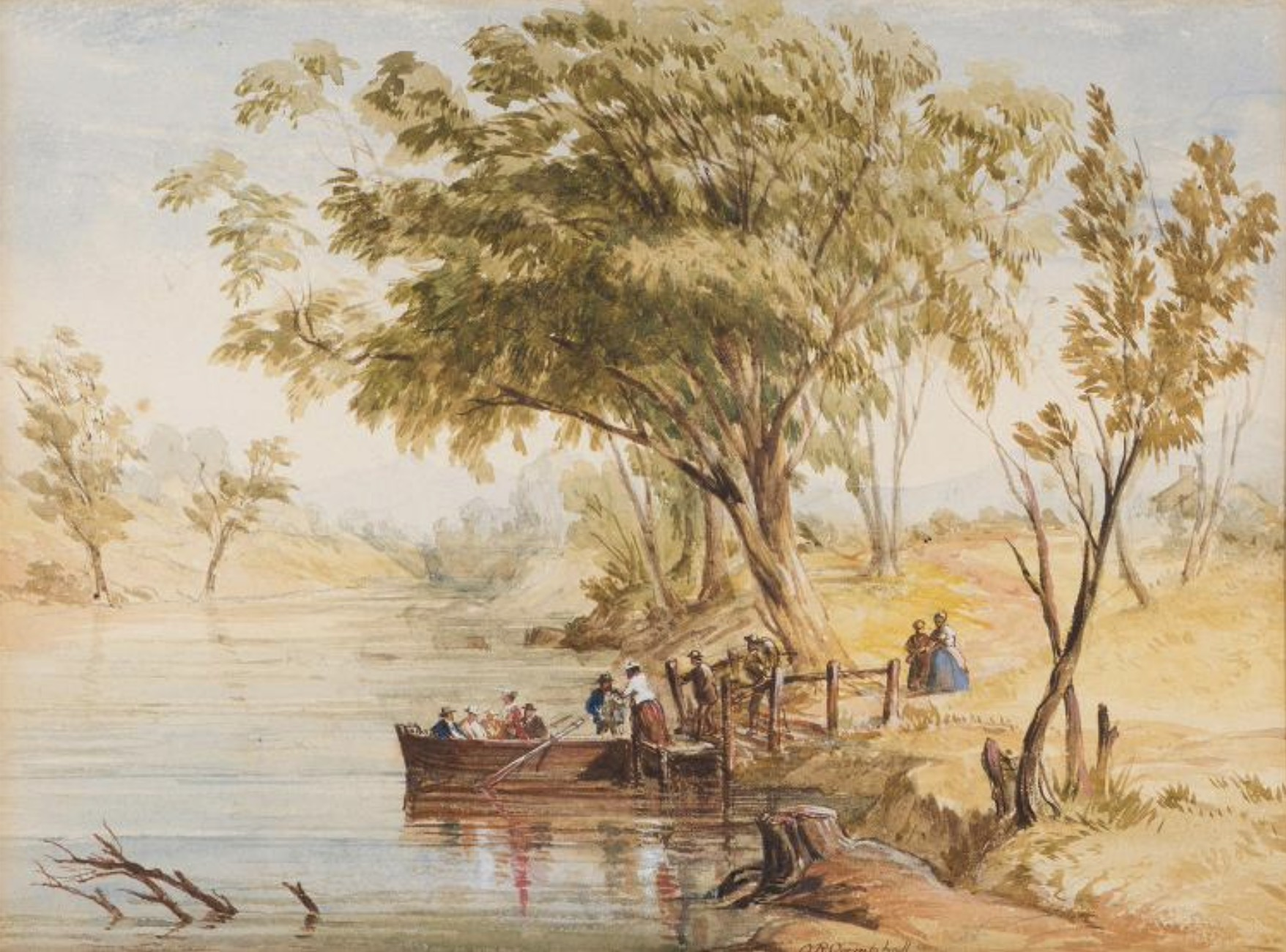
Oswald Rose Campbell: Die Fährüberfahrt (Aquarell)

Oswald Rose Campbell (* 1820 in Jersey, Kanalinseln; † 18. März 1887 in Melbourne, Australien) war ein britisch-australischer Maler, Illustrator und Kunstpädagoge.

## Leben
Oswald Rose Campbell wurde als Sohn von Kapitän Rose Campbell und dessen Ehefrau Elizabeth, geborene Sutherland, geboren. Im Alter von 19 Jahren wurde er an der Trustees’ Academy in Edinburgh aufgenommen. Ab 1842 studierte er zehn Jahre lang an der Royal Academy School in London. Während dieser Zeit war er Mitglied der National Institution of Artists und hatte Kontakt zu bekannten Künstlern seiner Zeit. 1846 besuchte er für vier Monate die Liverpool Academy und wurde anschließend in die Life School der Royal Hibernian Academy in Dublin aufgenommen. In den Jahren 1847 und 1848 stellte er zwei Werke in der Royal Academy in London aus.
Im Oktober 1852 kam er mit dem Schiff „Cossipore“ in Melbourne an. 1854 entstand sein Gemälde Hobson's Bay from Flagstaff, das sich heute in der Dixson Gallery in Sydney befindet. 1855 fertigte er in Sydney ein Porträt von Mary Reibey an. Weitere erhaltene Werke aus New South Wales sind ein Porträt von John Portus (1860, Newcastle City Art Gallery), Sydney Cove from Kirribilli (1861) und eine Bleistiftzeichnung von Eukalyptusbäumen in Richmond (1861). 1864 kehrte Campbell nach Melbourne zurück und ließ sich zunächst in East Melbourne und später in Woodend House in Windsor nieder.

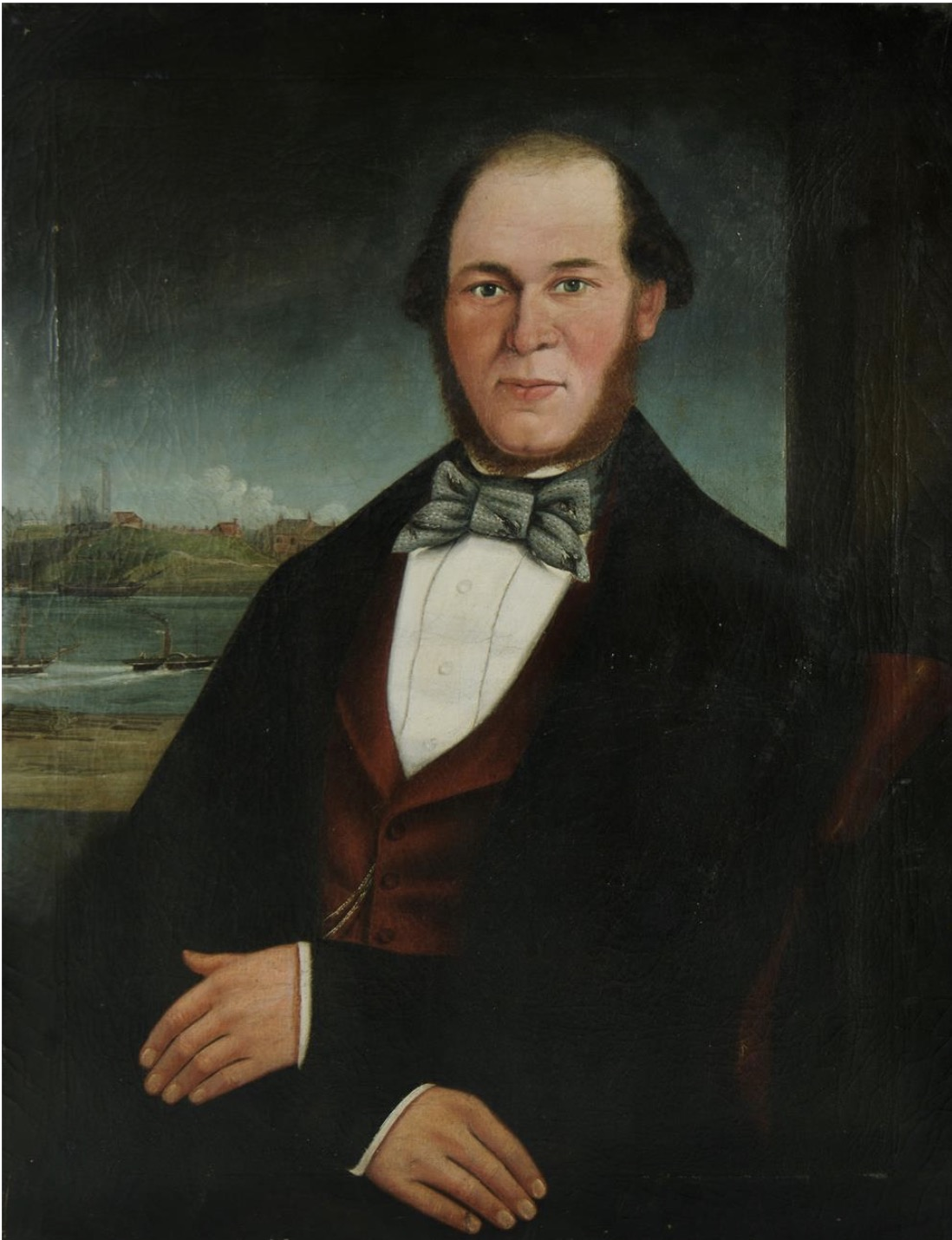
Oswald Rose Campbell: Männerporträt, möglicherweise von John Booth, Holzhändler in Sydney, um 1857 (Öl auf Leinwand, 88 × 69 cm)

Seine Bewerbung um eine Stelle als Zeichenlehrer an der School of Design der Nationalgalerie von Melbourne blieb zunächst erfolglos. Im Jahr 1869 stellte er im Rahmen einer Ausstellung für Ornament- und Dekorationskunst in der Melbourne Public Library das Ölbild Absent Thoughts aus. Im Jahr 1870 wurde er zum ersten Präsidenten der neu gegründeten Victorian Academy of Arts gewählt. Bei der ersten Ausstellung der Akademie präsentierte er mehrere Ölgemälde mit biblischem und moralischem Inhalt sowie Man with the Muck-rake, eine Illustration zu John Bunyans Werk, die 1871 im Illustrated Australian News abgedruckt wurde. Auch bei der zweiten Ausstellung im Jahr 1872 stellte er aus. Nach internen Differenzen trat er als Präsident zurück, wurde aber 1875 zum lebenslangen Mitglied ernannt und blieb bis 1882 aktiver Aussteller. Im selben Jahr wurde er bei der Weltausstellung in Philadelphia ausgezeichnet.
Nach dem Rücktritt von Thomas Clark wurde Campbell am 1. Dezember 1876 als Zeichenlehrer an der School of Design der Nationalgalerie von Melbourne angestellt. Sein Jahresgehalt betrug 250 Pfund. Während seiner neunjährigen Amtszeit galt er als streng und akademisch geprägt. Von 1879 bis 1880 geriet er in eine Kontroverse um einen von Schülern selbst organisierten Aktzeichenkurs. Führende Schüler wie Tom Roberts, Frederick McCubbin und Charles Douglas Richardson widersetzten sich seiner restriktiven Haltung. Trotz Campbells Einwänden durften die Schüler weiter teilnehmen und er musste den Kurs leiten. Später erhielt er Unterstützung durch die Mehrheit seiner Schüler, die seine Lehrmethoden verteidigten.
1882 war Campbell in einen weiteren Konflikt verwickelt: Die Studierenden mussten ihm und dem Malmeister George Folingsby separate Gebühren zahlen, was zu Unzufriedenheit führte. Aufgrund gesundheitlicher Probleme wurde ihm im Januar 1886 mitgeteilt, dass er durch Frederick McCubbin ersetzt werden würde.
Campbell starb am 18. März 1887 in Woodend House, Punt Road, Melbourne, und wurde auf dem St Kilda Cemetery beigesetzt. In England war er mit Eleanor, geborene Scott, verheiratet. Das Paar hatte neun Kinder. Sein Sohn Malcolm Alexander Campbell (1851–1889) war ebenfalls Künstler, stellte zwischen 1872 und 1887 in der Victorian Academy aus und war von 1881 bis 1884 Mitglied des Akademierats.